# Convective Available Potential Energy
Convective Available Potential Energy (CAPE), also die „für Konvektion potentiell zur Verfügung stehende Energie“ oder auf Deutsch Labilitätsenergie, ist ein Maß für die Spezifische Energie in Luftmassen. Sie wird daher in J/kg (Joule pro Kilogramm) angegeben und dient in der Meteorologie zur Abschätzung von Gewitterpotentialen.
Der CAPE-Wert berücksichtigt über alle Höhenschichten hinweg die Instabilität der Troposphäre insgesamt und wird daher heute als zuverlässigster Indikator hierfür verwendet.

## Kontext
Die in einer bestimmten Luftmasse (einem Luftpaket) für die vertikale Bewegung der Luft (Konvektion genannt) zur Verfügung stehende Energie steht in direktem Zusammenhang mit der maximal möglichen Geschwindigkeit der vertikalen Luftmassenbewegung. Der CAPE-Wert zeigt also an, wie viel Auftrieb ein Luftpaket erhalten kann. Er ist umso größer, je wärmer das aufsteigende Luftpaket im Vergleich zur jeweiligen Umgebungsluft ist oder je höher der bodennahe Wasserdampfgehalt des Luftpakets ursprünglich war.
Je schneller und höher eine feuchtwarme Luftmasse aufsteigen kann, desto größere Gewitterwolken (Cumulonimbus genannt) bauen sich auf und desto heftiger würde ein daraus entstehendes Gewitter werden. Das Aufsteigen von Luftmasse(n) ist allerdings nur eine der drei Voraussetzungen für ein Gewitter, die anderen beiden sind CIN (Konvektionshemmung) und EHI (Energy Helicity Index). Die CAPE-Werte sind also nur relevant für die Vorhersage der Intensität von Gewittern, nicht jedoch für ihre Wahrscheinlichkeit. Erst in Verbindung mit den o. g. weiteren Parametern kann eine vollständige und zuverlässige Gewitterprognose erstellt werden.

## Berechnung

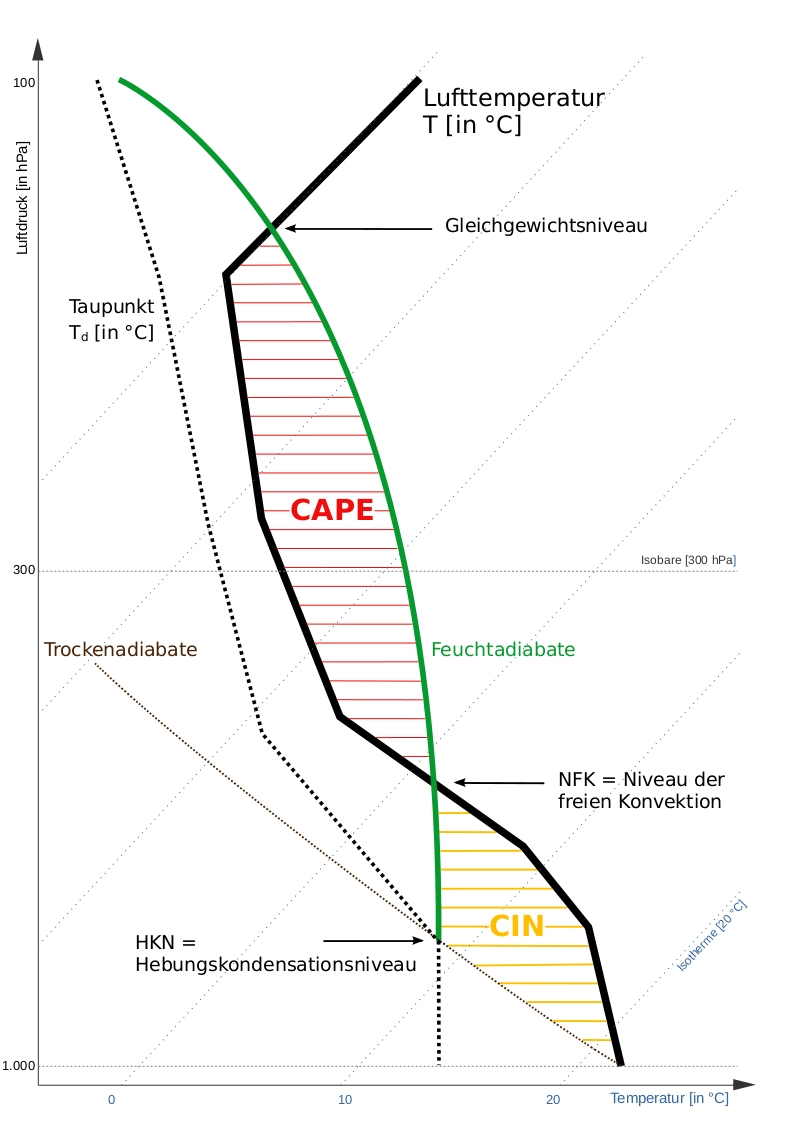
CAPE und CIN in einem vereinfachten skewT-log(p)- Diagramm

Ermittelt wird der CAPE-Wert mit dem skewT-log(p)-Diagrammen oder folgender Formel:
{\displaystyle \mathrm {CAPE} =g\cdot \int _{z_{\mathrm {LFC} }}^{z_{\mathrm {EL} }}\left({\frac {T_{\mathrm {v,parcel} }}{T_{\mathrm {v,env} }}}-1\right)\,dz}
mit
- der Vertikalkoordinate (d. h. Höhe) {\displaystyle z}
  - dem level of free convection {\displaystyle z_{\mathrm {LFC} }} oder auf Deutsch Niveau der freien Konvektion (NFK)
  - dem equilibrium level {\displaystyle z_{\mathrm {EL} }} oder neutral buoyancy (LNB) oder auf Deutsch Gleichgewichtsniveau[8]
- der Normfallbeschleunigung {\displaystyle g}
- der virtuellen Temperatur {\displaystyle T_{\mathrm {v,parcel} }} des betrachteten Luftpakets
- der virtuellen Temperatur {\displaystyle T_{\mathrm {v,env} }} der Umgebungsluft.

Diese Werte werden wiederum bestimmt aus den von Radiosonden beim Aufsteigen kontinuierlich ermittelten Parametern Temperatur, Luftdruck und Luftfeuchte.

## Beispiele

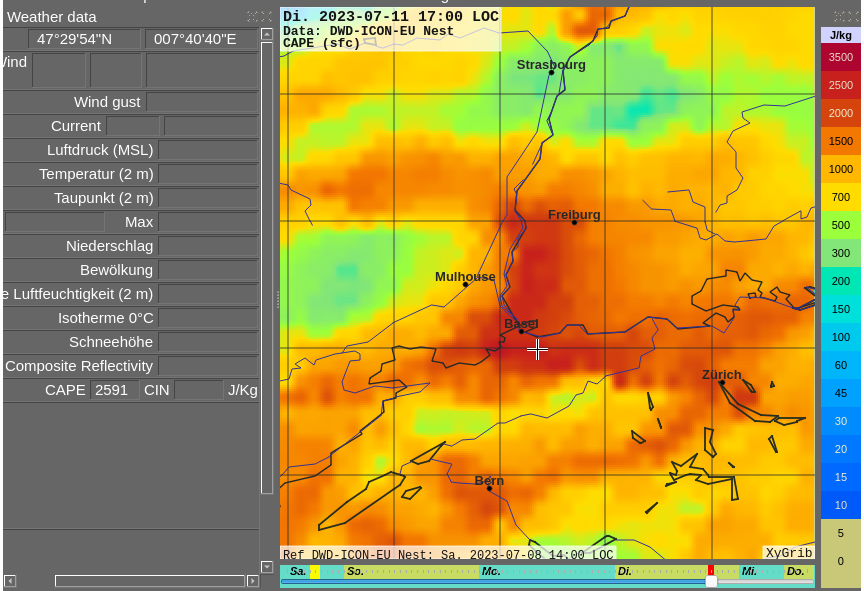
CAPE-Werte vom 11. Juli 2023 am Hoch- und Oberrhein

CAPE-Werte und ihre Auswirkungen:
- unter 100 J/kg: deuten auf flache Konvektion hin (z. B. Quellbewölkung)
- über 300 J/kg: können für die Bildung von Schauern oder Gewittern ausreichen.
- über ca. 1.000 J/kg: auch Hagelunwetter können entstehen.
- um 2.000 J/kg: typische CAPE-Werte für ein heftiges Gewitter in Mitteleuropa
- um 5.000 J/kg: hier liegen die höchsten in Mitteleuropa beobachteten CAPE-Werte. Wird bei einer solchen Ausgangslage Konvektion ausgelöst, so können sich schwerwiegende Hagelunwetter mit großen Hagelkörnern etwa in Tennisballgröße bilden.[9][10]

## Ähnliche Parameter
CAPE hatte etliche Vorgänger, die jeweils unterschiedliche Höhenschichten und Parameter berücksichtigten;
- Der Showalter-Index (SI)[11] nutzte für Aussagen über die Stabilität der Schichtung in der Atmosphäre bereits 1953 die Temperaturdifferenz zwischen dem 500 hPa-Druckniveau und einem (errechneten) adiabatisch dorthin gehobenen Luftpaket aus der Höhenschicht mit 850 hPa (also rund 1.500 m).
- Der Lifted Index (LI)[12] berücksichtigte 1956 dann dieselbe Temperaturdifferenz in der Höhenschicht mit 500 hPa Luftdruck, ging beim (errechneten) adiabatisch dorthin gehobenen Luftpaket jedoch von 3000 ft Höhe (also rund 900 m) aus.
- Der Boyden-Index (BI) wurde 1963 von dem britischen Meteorologen C. J. Boyden für Frontensysteme eingeführt, die über die Britischen Inseln zogen. Er basierte auf der Temperatur des 700 hPa-Druckniveaus sowie der Höhendifferenz zur Schicht mit 1.000 hPa Luftdruck.
- Der Konvektions-Index K-Index berücksichtigt Parameter auf drei Luftdruckschichten:[13]
  - bei 850 hPa und bei 700 hPa jeweils Temperatur und Taupunkt
  - bei 500 hPa nur die Temperatur.
- Der Konvektiv-Index oder KO-Index[14][13] nutzt auf vier Luftdruckschichten (1000 hPa, 850 hPa, 700 hPa, 500 hPa) jeweils nur die pseudopotentielle Temperatur.